# Лиичени (Олт)
Лиичени (рум. Liiceni) насеље је у Румунији у округу Олт у општини Драгичени. Oпштина се налази на надморској висини од 125 m.

## Становништво
Према подацима из 2002. године у насељу је живело 576 становника, од којих су сви румунске националности.